# Peter Steiner (Radsportler)
Peter Steiner (* 9. April 1944 in München) ist ein ehemaliger deutscher Radrennfahrer und nationaler Meister im Radsport.

## Sportliche Laufbahn
Steiner betrieb zunächst Schwimmsport. 1961 wurde er Mitglied im Verein RV Sturmvogel München. Mit dem Sieg bei der Meisterschaft von Bayern in der Einerverfolgung qualifizierte er sich für die nationalen Titelkämpfe 1965 und wurde dort Deutscher Meister in der Einerverfolgung vor Karl Link. Im Jahr zuvor war er bereits Dritter der Meisterschaft geworden und hatte seinen ersten Einsatz bei den UCI-Bahn-Weltmeisterschaften. Er bestritt in dieser Saison auch sieben Länderkämpfe für die Nationalmannschaft. 1966 gewann er mit Rainer Erdmann die Bronzemedaille bei der deutschen Meisterschaft im Zweier-Mannschaftsfahren. Bei den UCI-Bahn-Weltmeisterschaften 1966 auf der Radrennbahn in Frankfurt am Main belegte er in der Einerverfolgung den 21. Platz.

## Privates
Peter Steiner ist verheiratet und hat 2 Töchter. 1974 gründete er eine Hausverwaltungsfirma.